# Leigné-les-Bois
Leigné-les-Bois – miejscowość i gmina we Francji, w regionie Nowa Akwitania, w departamencie Vienne.
Według danych na rok 1990 gminę zamieszkiwało 500 osób, a gęstość zaludnienia wynosiła 17 osób/km² (wśród 1467 gmin regionu Poitou-Charentes, Leigné-les-Bois plasuje się na 555. miejscu pod względem liczby ludności, natomiast pod względem powierzchni na miejscu 175.).